# Ma Constanze
Ma Constanze ist ein Ort auf der Insel Mahé im Inselstaat Seychellen.

## Geographie
Der Ort liegt zusammen mit La Gogue, Maldive Village und De Quincey in dem nach Osten offenen Tal zwischen den Anhöhen von Glacis im Norden und den Bergen von Beau Vallon an der Ostküste von Mahé. Der Ort ist dabei mit De Qunicey zusammengewachsen und bildet den nördlichen Teil der Siedlung an der Bucht Anse Étoile. Vor der Küste liegt die Insel Hodoul Island. Die Inseln sind nur durch schmale Kanäle von der Hauptinsel getrennt.